# Sudan IV
Sudan IV ist ein synthetisch hergestellter Bisazofarbstoff aus der Gruppe der Lösungsmittelfarbstoffe.

## Eigenschaften
Sudan IV ist ein dunkelroter Feststoff, der praktisch unlöslich in Wasser ist.

## Verwendung
Sudan IV wird als Farbstoff für Fett im tierischen Gewebe und als Markierungsfarbstoff für den Sprengstoff Semtex A eingesetzt.

## Sicherheitshinweise
Die Internationale Agentur für Krebsforschung (IARC) stuft die Farbstoffe Sudan I–IV und Sudanrot 7B als Karzinogen der Gruppe 3 ein. Die in Gruppe 3 enthaltenen Substanzen werden als wahrscheinlich nicht krebsauslösend beim Menschen eingestuft.